# Marsi
Marsi so bili italsko pleme starodavne Italije, katerega glavno središče je bilo Marruvium, na vzhodni obali jezera Fucinus (ki je bilo izsušeno v času cesarja Klavdija). Območje, kjer so živeli, se zdaj imenuje Marsica. Prvotno so govorili jezik, ki se zdaj imenuje marsijski jezik in je potrjen z več napisi.

## Zgodovina
Marsi so bili prvič omenjeni kot člani konfederacije z Vestini, Paeligni in Marrucini. Pridružili so se Samnitom leta 308 pr. n. št., in po njihovi podreditvi so postali zavezniki Rima leta 304 pr. n. št. Po kratkotrajnem uporu dve leti pozneje, za katerega so bili kaznovani z izgubo ozemlja, so bili ponovno sprejeti v rimsko zavezništvo in so ostali zvesti vse do zavezniške vojne, pri čemer je bil njihov kontingent vedno obravnavan kot cvet italijanskih sil.
Latinska kolonija]] Alba Fucens blizu severozahodnega vogala jezera je bila ustanovljena na sosednjem ozemlju Ekvov leta 303 pr. n. št., tako da so bili Marsi od začetka 3. stoletja v stiku z latinsko govorečo skupnostjo, da ne omenjamo latinske kolonije Carsioli bolj zahodno. Najzgodnejši čisti latinski napisi v okrožju so C.I.L. IX 3827 in 3848 iz okolice Supinuma; njihov značaj je na splošno iz obdobja Grakhov, čeprav bi lahko bili nekoliko starejši.
V zavezniški vojni, ki je zaradi pomembnosti marsijskih upornikov pogosto znana kot marsijska vojna, so se pogumno borili proti premoči pod vodstvom svojega vodje Q. Pompaediusa Sila in čeprav so bili pogosto poraženi, je bil rezultat vojne podelitev državljanstva zaveznikom. Vsi kovanci Pompaediusa Sila imajo latinski napis "Italia", medtem ko so drugi voditelji v vseh primerih razen enega uporabljali oskanščino.

## Religija
Svetišče Lucus Angitiae, glavni tempelj in gaj boginje Angitiae, je stal na jugozahodnem vogalu jezera Fucinus, blizu vhoda v Klavdijev tunel in vasi Luco dei Marsi. Angitia je bila široko čaščena v osrednjem višavju kot boginja zdravljenja, še posebej spretna pri zdravljenju kačjih ugrizov z uroki in zelišči marsijskih gozdov, kar so izvajali lokalni prebivalci do sodobnega časa. Rim je njihovo deželo štel za dom čarovništva.